# Tracker (software de busca)
O Tracker é um sistema de pesquisa para Linux e outros sistemas operativos do tipo Unix. O Tracker também é conhecido pela sua velocidade, principalmente porque é escrito em linguagem C.
É semelhante a outros sistemas de pesquisa como o Beagle (também em variantes Unix), o Spotlight no Mac OS X, ou o Google Desktop no Microsoft Windows.
O Nautilus tem suporte para o Tracker e o Beagle.
Um dos desenvolvedores do aplicativo Conduit sugeriu que o Tracker poderia criar um "GNOME habilitado para metadados", que é similar à ideia de usar o Baloo como um framework indexador de metadados no KDE 4.2[carece de fontes?]